# Comuna Zalujanî, Sambir
Zalujanî (în ucraineană Залужани) este o comună în raionul Sambir, regiunea Liov, Ucraina, formată din satele Mainîci, Mala Hvoroșcea și Zalujanî (reședința).

## Demografie
Componența lingvistică a comunei Zalujanî
     Ucraineană (100%)
Conform recensământului din 2001, toată populația comunei Zalujanî era vorbitoare de ucraineană (100%).